# Ашотхалом
Ашотхалом (мађ. Ásotthalom) је село у Мађарској, јужном делу државе. Село управо припада Морахаломском срезу Чонградско-чанадске жупаније, са седиштем у Сегедину. У оквиру општине Ашотхалом, налази се гранични прелаз ка Србији Ашотхалом - Бачки виногради. Радно време наведеног граничног прелаза је од 7 до 19 часова сваког дана.

## Природне одлике
Насеље Ашотхалом налази у јужном делу Мађарске, на пар километара од државне границе са Србијом.
Подручје око насеља је равничарско (Панонска низија), приближне надморске висине око 110 m. На подручју јужно од насеља налази се Суботичка пешчара.

## Историја
Насеље се под овим именом (у значењу „копани брег” или „копана хумка”) први пут појављује на мапи 1778. године, исте године се први пут помиње и у записима. Насеље постепено настаје од салаша који су гравитирали ка Сегедину, а засебна општина постаје 1950. године.

## Становништво
Према подацима из 2013. године Ашотхалом је имао 3.841 становника. Последњих година број становника опада.
Претежно становништво у насељу су Мађари (97%) римокатоличке вероисповести.